# Poradnictwo genetyczne
Poradnictwo genetyczne – udzielenie profesjonalnej porady oraz specjalistyczna pomoc całej rodzinie osoby z chorobą genetyczną bądź wrodzoną wadą rozwojową lub parze planującej potomstwo. Porada genetyczna udzielana jest najczęściej rodzicom osoby chorej (tzw. probanta), ale może być również udzielona wszystkim zainteresowanym członkom rodziny (rodzeństwu, kuzynostwu, dzieciom, wnukom itp.)
Przyczyny, dla których zgłaszają się pacjenci o poradę genetyczną:
- częste poronienia samoistne.
- zaawansowany wiek matki (czyli ukończone 35 lat).
- urodzenie dziecka z chorobą genetyczna bądź wrodzoną wada rozwojową.
- występowanie w rodzinie chorób genetycznych bądź wrodzonych wad rozwojowych.
- pokrewieństwo rodziców.
- ekspozycja w ciąży na czynniki teratogenne (np.: leki, narkotyki, związki chemiczne, promieniowanie jonizujące).
- przed wykonaniem wspomaganego zapłodnienia i po wykonaniu wspomaganego zapłodnienia.
- wysoki poziom lęku u rodziców.

Istotą poradnictwa genetycznego jest ustalenie bądź wykluczenie rozpoznania choroby dziedzicznej, określenie matematycznego prawdopodobieństwa wystąpienia choroby dziedzicznej, poinformowanie zainteresowanej rodziny probanta o mechanizmie dziedziczenia się choroby oraz o sposobach jej leczenia i profilaktyki. Porada genetyczna powinna w sposób przejrzysty dla zainteresowanych wyjaśniać mechanizm dziedziczenia oraz profilaktykę i leczenie choroby dziedzicznej, a nie obwiniać któregoś z rodziców. Powinna być udzielana w zrozumieniu dla światopoglądu i wyznania rodziców. Zawsze powinna zawierać element wsparcia psychologicznego. Decyzję o posiadaniu potomstwa zawsze pozostawia się rodzicom.
1. Określenie matematycznego prawdopodobieństwa wystąpienia choroby dziedzicznej:
Przyjmuje się niskie prawdopodobieństwo dla wartości do 5%, umiarkowane dla wartości z przedziału od 5% do 10%, a wysokie dla wartości większych niż 10%
Wyróżnia się 3 rodzaje prawdopodobieństwa:
- a priori – czyli prawdopodobieństwo wystąpienia choroby dziedzicznej u potomstwa pary planującej dziecko.
- a posteriori – czyli prawdopodobieństwo wystąpienia choroby dziedzicznej u potomstwa pary planującej dziecko, w sytuacji gdy ze związku tej pary urodziło się już dziecko chore na daną chorobę dziedziczną.
- ryzyko populacyjne – czyli prawdopodobieństwo wystąpienia danej choroby dziedzicznej, dla odpowiedniej populacji. Np.: ryzyko populacyjne urodzenia dziecka z aberracja chromosomową, dla populacji kobiet poniżej 35 roku życia wynosi około 0,6%

Zawsze dla porównania należy poinformować zainteresowanych o niespecyficznym ryzyku populacyjnym – czyli prawdopodobieństwu wystąpienia dowolnej choroby dziedzicznej lub wrodzonej wady rozwojowej, u dziecka zdrowych, młodych rodziców. Jest ono stałe dla danej populacji i nie zależy od wyników badań rodziców i dziecka. Dotyczy wszystkich ciężarnych poniżej 35 roku życia. Dla populacji Polaków wynosi około 3–4%. Oznacza to, że każda młoda para planująca potomstwo, obarczona jest prawdopodobieństwem urodzenia chorego dziecka, którego wartość mieści się w przedziale 3–4%
Przykład: ojciec i matka to nosiciele zmutowanego allelu dla choroby dziedziczonej autosomalnie recesywnie (fenyloketonurii), spokrewnieni ze sobą, w rodzinie występowała fenyloketonuria w poprzednich pokoleniach. Krzyżujemy Aa (ojca) × Aa (matkę). Otrzymujemy rozkład możliwego potomstwa: AA, Aa, Aa, aa – osoba chora. Prawdopodobieństwo wystąpienia choroby a priori u dziecka tych bezobjawowych nosicieli wynosi 1/4=25%.
W praktyce ciężko jest dokładnie ocenić prawdopodobieństwo w procesie poradnictwa genetycznego, gdyż wiele chorób dziedziczy się wielogenowo oraz na ekspresję choroby ma wpływ szereg nieznanych jeszcze czynników środowiskowych, niemających związku z funkcjonowaniem i strukturą materiału genetycznego. Jednakże w wielu przypadkach, przy współudziale badań prenatalnych, można obliczyć w znacznym przybliżeniu, poszczególne rodzaje prawdopodobieństwa.
2. Profilaktyka chorób genetycznych i wrodzonych wad rozwojowych:
- profilaktyka pierwotna – to wszystkie działania mające na celu niewystąpienie choroby dziedzicznej u potomstwa. Np.: zażywanie kwasu foliowego przez kobiety będące w 1 trymestrze ciąży i 3 miesiące przed zajściem w ciążę, co obniża prawdopodobieństwo wystąpienia wad cewy nerwowej u dziecka czy profilaktyczne szczepienie kobiet przeciwko różyczce, co obniża prawdopodobieństwo wystąpienia Zespołu Gregga u płodu. Stosowanie pomp insulinowych u kobiet chorych na cukrzycę planujących ciążę i będących w ciąży przyczyniło się w znacznym stopniu do redukcji ryzyka wystąpienia u noworodka objawów fetopatii cukrzycowej. W Polsce pompy insulinowe dla tych kobiet są na chwilę obecną refundowane przez Narodowy Fundusz Zdrowia, a do zakupu sporej ilości pomp insulinowych dla Polek przyczynił się w znacznym stopniu Jurek Owsiak podczas Akcji Wielkiej Orkiestry Świątecznej Pomocy. Najlepszym przykładem profilaktyki pierwotnej jest terapia genowa, będąca wciąż jeszcze w fazie badań klinicznych. Polega ona w dużym przybliżeniu na wprowadzeniu w miejsce genu zmutowanego genu prawidłowego, przy pomocy nowoczesnych technologii inżynierii genetycznych, i uniknięcie rozwoju choroby.
- profilaktyka wtórna – to całość poradnictwa genetycznego i diagnostyka prenatalna.